# Ohne dich
Ohne dich är en powerballad av bandet Rammstein från albumet Reise, Reise. Låten debuterade live den 16 april 2000 och var från början ämnad för albumet Mutter, men låten kom aldrig med på det albumet. Den gavs ut som singel den 22 november 2004. Under liveframträdandena på Reise, Reise-turnén 2004–2005, då Apocalyptica var förband åt Rammstein, ackompanjerade de bandet på cello under denna låt.

## Låtlista
1. "Ohne dich" – 4:31
2. "Ohne dich (Mina Harker's Version)" (Remix av Laibach) – 4:09
3. "Ohne dich (Sacred Mix)" (Remix av Sven Helbig) – 4:34
4. "Ohne dich (Schiller Mix)" – 5:22
5. "Ohne dich (Under Byen Remix)" – 5:48
6. "Ohne dich (Beta Version)" – 4:23

### 2-spårs singel
1. "Ohne dich" – 4:31
2. "Ohne dich (Mina Harker's Version)" (Remix av Laibach) – 4:09